# Daniel Cruz
Daniel Alberto Cruz Castro (Cali, 9 mei 1981) is een Belgisch voormalig profvoetballer van Colombiaanse afkomst, die van 2006 tot 2011 onder contract stond bij de Belgische eersteklasser Germinal Beerschot. Cruz was een technisch onderlegde, offensieve middenvelder.

## Loopbaan
Cruz begon bij de jeugd bij Academica Futbol de Tucaman en America FC in Colombia en doorliep de jeugdopleiding van Ajax. Vervolgens verhuisde hij in 2002 naar Germinal Beerschot.
Onder zijn aanvoerdersband won hij met G.Beerschot de finale van de Beker van België in het seizoen 2004-2005 tegen Club Brugge. In 2005 tekende hij, vlak voor de bekerfinale overigens, een contract bij SK Lierse. Deze transfer zou geen succes worden, voornamelijk omwille van de zware financiële problemen van de club van het Lisp. Na een half jaar keerde Cruz dan ook terug naar Germinal Beerschot.
Cruz werd genoemd in de omkopingszaak rond de Chinees Zheyun Ye. Hij zou benaderd zijn geweest om wedstrijden om te kopen, ging daar niet op in, maar meldde dit niet aan de voetbalbond. Daarvoor kregen hij en ploegmaten Luciano Da Silva en Mohammed Messoudi een boete van 150 euro.
Zijn huidig contract bij Germinal Beerschot werd in maart 2008 verlengd tot 2011.
In de zomer van 2011 vertrok hij naar het Amerikaanse FC Dallas dat uitkomt in de Major League Soccer.
Op 14 september 2011 maakte hij zijn eerste doelpunt voor FC Dallas tegen Tauro FC. Hij maakte het doelpunt 27 seconden nadat de wedstrijd was begonnen. Hiermee vestigde hij officieel een record in de clubgeschiedenis van FC Dallas.
Na een teleurstellend seizoen bij Waasland-Beveren (2012-2013) was Cruz contractvrij en zou mogelijk een overstap maken naar 1ste provincialer KFCO Beerschot-Wilrijk. Uiteindelijk tekende hij nergens en beëindigde hij in 2013 zijn carrière.
Sinds december 2019 is hij de link in het samenwerkingscontract tussen Beerschot VA, de club die voortvloeit uit zijn ex-club Germinal Beerschot, en de Colombiaanse topclub América de Cali.

## Privé
Cruz woont tegenwoordig in zijn geboorteplaats Cali, waar hij werkt met voetbaltalent van zeventien en achttien jaar.. 

## Statistieken[2]
| seizoen | club                       | land             | competitie          | wed. | goals |
| ------- | -------------------------- | ---------------- | ------------------- | ---- | ----- |
| 2000/01 | AFC Ajax                   | Nederland        | Eredivisie          | 13   | 2     |
| 2001/02 | AFC Ajax                   | Nederland        | Eredivisie          | 0    | 0     |
| 2002/03 | AFC Ajax                   | Nederland        | Eredivisie          | 0    | 0     |
| 2002/03 | Germinal Beerschot         | België           | Jupiler League      | 11   | 0     |
| 2003/04 | Germinal Beerschot         | België           | Jupiler League      | 13   | 1     |
| 2004/05 | Germinal Beerschot         | België           | Jupiler League      | 31   | 3     |
| 2005/06 | Lierse SK                  | België           | Jupiler League      | 13   | 0     |
| 2005/06 | Germinal Beerschot         | België           | Jupiler League      | 14   | 0     |
| 2006/07 | Germinal Beerschot         | België           | Jupiler League      | 28   | 4     |
| 2007/08 | Germinal Beerschot         | België           | Jupiler League      | 24   | 0     |
| 2008/09 | Germinal Beerschot         | België           | Jupiler League      | 14   | 1     |
| 2009/10 | Germinal Beerschot         | België           | Jupiler League      | 23   | 1     |
| 2009/10 | Germinal Beerschot         | België           | Play-Off II B       | 5    | 2     |
| 2010/11 | Germinal Beerschot         | België           | Jupiler League      | 27   | 0     |
| 2010/11 | Germinal Beerschot         | België           | Play-Off II B       | 4    | 0     |
| 2011/12 | FC Dallas                  | Verenigde Staten | Major League Soccer | 11   | 1     |
| 2011/12 | → Deportivo Cali           | Colombia         | Copa Mustang        | 0    | 0     |
| 2012/13 | KVRS Waasland - SK Beveren | België           | Jupiler Pro League  | 11   | 0     |
|         |                            |                  | Totaal              | 245  | 15    |